# Ванна кімната
Ва́нна кімна́та (розм. ванна), лазни́чка, купі́льня — приміщення у квартирі або житловому будинку, призначене для купання або прийняття душу. Зазвичай ванні кімнати обладнані ванною, душем та умивальником, рушникосушкою та іншими сантехнічними приладами. Ванні кімнати часто обладнуються унітазами (що називається поєднаним (суміщеним) санвузлом), а також біде.

## Історія
Практика гігієни бере свій початок в цивілізації древньої Індії, з 3000-х років до нашої ери, тоді й з'явилася ванна кімната як місце для поліпшення зовнішнього вигляду та задоволення фізіологічних потреб людини.
У минулому ванні кімнати, зазвичай, були громадським місцем і, крім гігієнічних функцій, мали ще й соціальні (терми в Стародавньому Римі). У них люди зустрічалися, спілкувалися, обмінювалися інформацією та торгували.

## Будова ванної кімнати

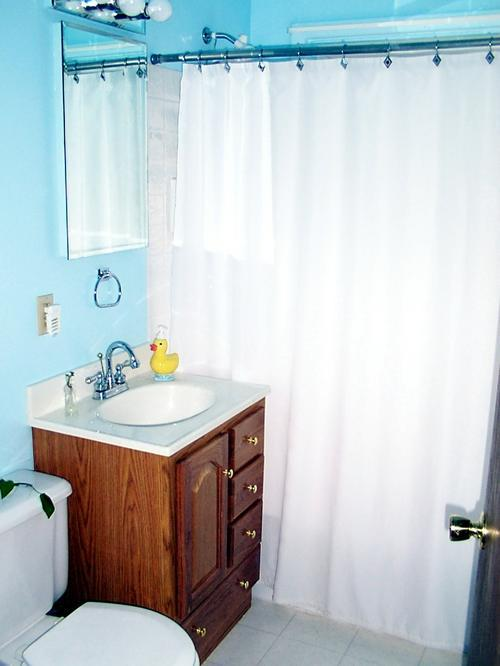
Американська ванна кімната

Будова ванної кімнати повинна враховувати використання гарячої та холодної води в значних кількостях. Вода крім купання або прийняття душу також може використовуватися для змивання твердих та рідких відходів життєдіяльності людини в каналізацію або септик, якщо ванна кімната суміщена з туалетом. Вода в процесі використовування може потрапляти на стіни та підлогу кімнати, а гаряче вологе повітря може привести до конденсації води на холодних поверхнях.
Тому будівельна обробка ванної кімнати становить складну задачу. Стеля, стіни та підлога повинні бути покриті водонепроникними матеріалами та легко чиститися. Тому як оздоблювальні матеріали часто використовують керамічну плитку, скло, а також пластикові панелі за їх простоту очищення. Підлогу часто обробляють саме керамічною плиткою, але при цьому її поверхня слизька та холодна на дотик. Щоб ліквідувати ці незручності, використовують водостійкі килимки, спеціально зроблені для ванних кімнат. У будинках більш забезпечених сімей можна зустріти підлоги з підігрівом.

## Безпека
Електроприлади, встановлені у ванній кімнаті, є більшим джерелом небезпеки, ніж якби вони були встановлені в іншому місці. Це пов'язано з великою вологістю в приміщенні та можливістю попадання води на електроприлади, що, своєю чергою, може призвести до короткого замикання, ураження електричним струмом або пожежі. У деяких країнах, таких як Велика Британія, для підключення електроприладів у ванній кімнаті застосовуються лише спеціальні роз'єми.

## Освітлення
Оскільки крім купання у ванній кімнаті часто відбуваються такі процедури, як умивання, гоління та чищення зубів, ванна кімната повинна бути яскраво та рівномірно освітлена. Дзеркала, що знаходяться в кімнаті, повинні мати як мінімум два джерела світла, щоб усунути будь-які тіні на обличчі людини.